# Oldenlandia pubescens
Oldenlandia pubescens är en måreväxtart som beskrevs av Theodoric Valeton. Oldenlandia pubescens ingår i släktet Oldenlandia och familjen måreväxter. Inga underarter finns listade i Catalogue of Life.